# 水星の太陽面通過 (冥王星)
冥王星における水星の太陽面通過（すいせいのたいようめんつうか）は、冥王星と太陽のちょうど間に水星が入り、太陽面を通過する天文現象である。

## 概要
冥王星で惑星の太陽面通過が見られる頻度は、太陽系の惑星においてこれが見られる頻度に比べると低い。これは冥王星の軌道傾斜角が、太陽系の惑星と比較して大きいためである。冥王星で水星の太陽面通過が起こるのは、紀元前125000年から125000年の25万年間で29011回である（同じ期間で地球で40540回起こる）。最も直近で起こったのは1949年5月2日である。次回は2031年5月14日に起こる。
冥王星における水星の太陽面通過は、水星および冥王星の公転周期の長さと、冥王星の公転軌道の傾きの関係で、数年間に集中して約3ヶ月（水星の公転周期に相当する）ごとに太陽面通過が起こった後は、約80年、または約160年間は全く起こらなくなるという特徴を持つ。例えば2193年10月16日から2197年5月29日の約3年半では17回の太陽面通過が起こるが、2193年の前は約159年前、2197年の後は約87年間起こらなくなる。

## 太陽面通過の起こる日
冥王星における水星の太陽面通過は数が多いので、近年の日時を記す。それ以外の日時に関しては出典を参照。日付は最大食の日付(UTC)。
| 年月日         | 最大食 | 年月日         | 最大食 |
| -------------- | ------ | -------------- | ------ |
| 1945年9月19日  | 12:43  | 2031年5月14日  | 02:38  |
| 1945年12月16日 | 13:55  | 2031年8月10日  | 04:33  |
| 1946年3月14日  | 14:24  | 2031年11月6日  | 06:43  |
| 1946年6月10日  | 15:21  | 2032年2月2日   | 08:52  |
| 1946年9月6日   | 16:19  | 2032年4月30日  | 10:33  |
| 1946年12月3日  | 17:16  | 2032年7月27日  | 12:28  |
| 1947年3月1日   | 18:00  | 2032年10月23日 | 14:24  |
| 1947年5月28日  | 19:11  | 2033年1月19日  | 16:04  |
| 1947年8月24日  | 20:09  | 2033年4月17日  | 18:00  |
| 1947年11月20日 | 20:52  | 2033年7月14日  | 19:55  |
| 1948年2月16日  | 21:50  | 2033年10月10日 | 21:35  |
| 1948年5月14日  | 22:48  | 2034年1月6日   | 23:31  |
| 1948年8月10日  | 23:31  |                |        |
| 1948年11月7日  | 00:28  |                |        |
| 1949年2月3日   | 01:26  |                |        |
| 1949年5月2日   | 02:38  |                |        |

## 同時太陽面通過
80607年6月23日と86814年9月14日に起こる水星の太陽面通過は、同時に地球の太陽面通過と月の太陽面通過も起こる。